# ʿIzzat al-Qamḥāwī
ʿIzzat al-Qamḥāwī (in arabo عزت القمحاوي‎?; Mit Suhayl, 23 dicembre 1961) è un giornalista e scrittore egiziano.
Nel dicembre del 2012 Qamḥāwī ha ricevuto la Medaglia Nagib Mahfuz per la Letteratura per il suo romanzo La casa del lupo.

## Biografia
Nato il 23 dicembre 1961 nel piccolo villaggio di Mit Suhayl, nel Governatorato di Sharqiyya, nel 1983 ʿIzzat al-Qamḥāwī si è laureato in giornalismo all'Università del Cairo. Ha iniziato a lavorare per al-Akhbār (Le notizie), quotidiano egiziano e, dieci anni dopo, ha contribuito a fondare Akhbār al-adab (Notizie letterarie), settimanale in arabo, del quale è vicedirettore. Attualmente collabora anche coi quotidiani al-Miṣrī al-Yawm (L'Egiziano oggi) e al-Quds al-ʿarabī (Gerusalemme araba).
Come scrittore ha pubblicato sei romanzi - il primo, nel 1997, dal titolo مدينة اللذة (Madīnat al-ladhdha, in italiano: La città del piacere) - e due raccolte di racconti. Tutta la sua produzione letteraria è in arabo e le opere non sono state tradotte in altre lingue.

## Opere

### Racconti
- È accaduto nel paese di polvere e fango (حدث في بلاد التراب والطين, Ḥaddatha fī bilād al-turāb wa l-ṭīn, 1992).[3]
- Tempi di gioia ( مواقيت البهجة, Mawāqit al-baḥja, 2000).[4]

### Romanzi
- La città del piacere (مدينة اللذة, Madīnat al-ladhdha, 1ª ed. 1997, 2ª ed. al-ʿAyn, 2009).[5][6]
- Una macchia nella gioia e nei dolori (الأيك في المباهج والأحزان, al-Ayk fī l-mabāhij wa l-aḥzān, Dār al-Hiwār 2002).[7]
- La stanza che si affaccia sul Nilo (غرفة ترى النيل, Ghurfa tarā al-Nīl, 1ª ed. Merit Publishing, Il Cairo, 2004 e Dār al-Hiwār, Latakia, 2004).[8]
- L'ufficiale ( الحارس, al-Ḥāras, al-ʿAyn, 2008)[9]
- Il libro della seduzione (كتاب الغواية, Kitāb al-ghawāya, al-ʿAyn, 2009).[10]
- La casa del lupo (بيت الديب, Beit Al-Deeb, Dar Al-Adab, Beirut, 2010).[11]
- Sea dietro le tende (البحر خلف الستائر, Dar Al-Adab, Beirut, 2014).[12]
- Il cielo in un modo imminente (السماء على نحو وشيك, Batanna, Cairo, 2016).
- Almeno siamo insieme (يكفي أننا معًا, Casa egiziana libanese, Cairo, 2017).
- Quello che ha visto Sami Jacoub (ما رآه سامي يعقوب, Casa egiziana libanese, Cairo, 2019).

### Traduzioni italiane
- Ezzat Elkamhawi, Vergogna tra le due sponde, traduzione di Massa M. Roma, ENSEMBLE, 2014,  p. 152, ISBN 978-88-6881-011-5.
- Ezzat El Kamhawi, La città del piacere, collana Altriarabi, traduzione di Isadora D'Aimmo, il Sirente, Fagnano Alto, 2015,  pp. 216 pp, ISBN 978-88-87847-48-2.